# Satanismo

O pentagrama invertido é um símbolo do satanismo.

O satanismo é um conjunto de crenças ideológicas e filosóficas e fenômenos sociais. As características comuns entre elas incluem associação simbólica, admiração e até veneração ao personagem religioso Satanás ou de outras figuras  rebeldes  similares,  como Belzebu, Lilith, Belial e várias outras entidades associadas à liberdade, ao individualismo e à igualdade, conceitos fundacionais de qualquer vertente do satanismo.
Existem diferentes vertentes no termo satanismo, com diferentes crenças e práticas.
Algumas das origens do satanismo podem ter começado com rituais de adoração e em honra ao titã Prometeu, ao deus egípcio Set, ao deus sumério Enki ou ao deus Moloque, adorado pelos amonitas.
No cristianismo, Satanás também é chamado de Lúcifer (portador da luz) por muitos cristãos e aparece pela primeira vez em algumas versões da Bíblia no livro das Crônicas, instigando o rei Davi a fazer um censo de Israel.
O cristianismo e o Islamismo tipicamente consideram Satanás como o adversário ou inimigo, mas muitas revisões e recomposições populares de contos bíblicos inseriram sua presença e influência em quase todos os aspectos de posição adversa, até a narração da Criação, em Gênesis e Queda do Homem[carece de fontes?]. 
A figura de Satanás foi tratada especialmente por cristãos e muçulmanos de forma variável, como um competidor rebelde em relação a Deus, ou alguém invejoso dos seres humanos e de Jesus, caracterizado como anjo caído ou demônio, governador do submundo penitencial, acorrentado num poço fundo, vagando pelo planeta em busca de almas ou provendo ímpeto para farsas mundanas. O satanismo, por sua vez, principalmente segundo Aleister Crowley e suas análises diretas do livro de Isaías da Bíblia, busca interpretar a atitude de revolta de Satanás e seus anjos como um ato heroico, de um ser que buscava elimiar as desigualdades nos céus e estabelecer um novo reino, liderado pela prole oprimida por Deus e suas Leis.
Frequentemente na tradição cristã, Satanás é apresentado como um anjo rebelde, insatisfeito com a decisão de Deus de eleger Jesus como o demiurgo da humanidade, aquele  responsável por religar o homem a Deus.
Especificamente após o iluminismo, algumas obras, como Paraíso Perdido, foram tomadas pelos românticos e descritas como ilustradoras do Satanás bíblico como uma alegoria, representando crise de fé, individualismo, livre-arbítrio, sabedoria e iluminação. Essas obras demonstrando Satanás como um personagem heroico são poucas, mas existem; George Bernard Shaw, William Blake e Mark Twain (Letters from the Earth) incluíram tais caracterizações nos seus trabalhos bem antes de satanistas religiosos começarem a escrever, alguns dizem que tal época foi influenciada pelos anjos caídos. Foi então que Satanás e o satanismo começaram a ganhar novos significados fora do cristianismo.

## Origem do termo Satanás ou Satã
Em hebraico, o termo Satanás (ou Satã) quer dizer adversário, aquele que olha para o lado escuro da lua crescente do nirvana, opositor, se opondo, aquele que planeja contra outro.
O termo Satan originou-se do judaísmo e se expandiu entre cristãos e seguidores do islamismo, chegando desse modo a disseminar-se entre diferentes culturas. O termo satanismo foi utilizado pelas religiões abraâmicas para designar práticas religiosas que consideravam estar em oposição direita do Deus abraâmico (o Deus de Abraão).[carece de fontes?]

## Tipos de satanismo

### Satanismo de LaVey ou satanismo religioso
O satanismo LaVey, popularmente conhecido como satanismo moderno ou satanismo religioso, é uma filosofia fundada em 1966 por Anton LaVey, considerada religiosa por conter dogmas e rituais, embora estes sejam focados em psico dramatizações (para catarse, por exemplo) e não em crenças em relação ao sobrenatural. Seus ensinamentos são baseados no individualismo, hedonismo e na moralidade “olho por olho”. Diferente dos satanistas teístas, satanistas de LaVey consideram Satanás como um símbolo da natureza inerente do homem, e não como um deus ou ser sobrenatural. 
O satanismo de LaVey é um “pequeno grupo religioso que não é relacionado a nenhuma outra fé, e cujos membros sentem-se livres para satisfazer suas vontades responsavelmente, exibir simpatia aos seus amigos e atacar seus inimigos.” Suas ideias foram detalhadas pela primeira vez em A Bíblia Satânica e é supervisionado pela Igreja de Satã. O satanismo de LaVey possui práticas e rituais que adotam o uso da magia, que foram melhor descritos em “A Bíblia Satânica” e em Os Rituais Satânicos. A definição de magia, segundo LaVey, é: “A mudança em situações ou eventos de acordo com a própria vontade, que poderia, usando meios normalmente aceitos, não ocorrerem”.
A Igreja de Satã defende todos os seus seguidores das falsas acusações de sacrifícios de crianças e animais, já que as regras descritas na Bíblia Satânica proíbem expressamente o ataque a crianças, ou a animais não humanos (no caso de outros animais, podem existir duas exceções: No caso de obtenção de comida ou em caso de necessidade de defesa).

### Satanismo teísta
Diferente da crença de LaVey, o satanismo teísta crê em entidades, deuses e demônios como seres ou inteligências à parte do ser humano. Estas deidades são invocadas e respeitadas como auxiliares da evolução do adepto, e não como ídolos para adoração e submissão, como popularmente se retrata.

## Nos bastidores da corte

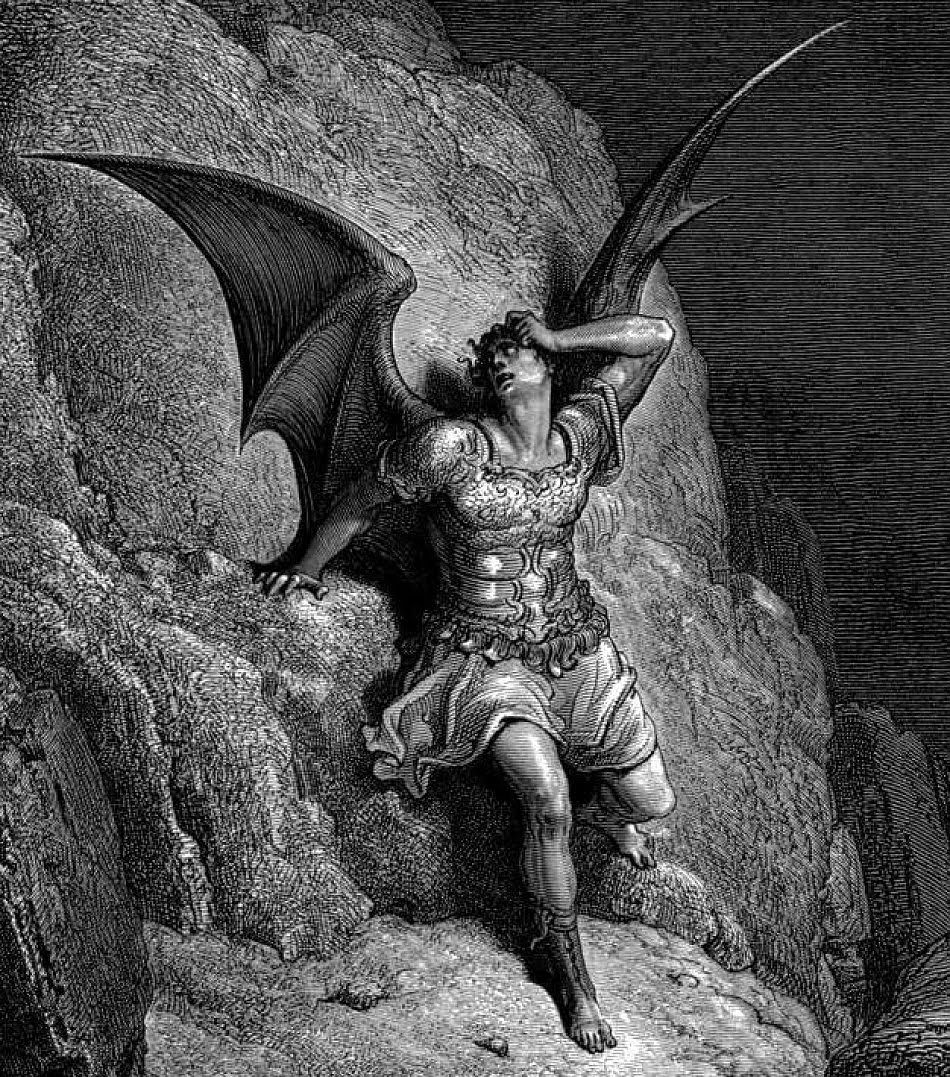
Satanás em Paraíso Perdido, como ilustrado por Gustave Doré.

O satanismo foi muito popular e comum nos séculos XVI e XVII nas cortes europeias, mesmo com toda fiscalização da Igreja Católica.
A França naqueles tempos tinha um mercado de satanismo lucrativo, existindo como se fosse uma máfia, que tinha integrantes até nas mais altas rodas sociais de Paris. Esta máfia, todavia, foi desarticulada pelas autoridades da cidade, em grande parte graças a Gabriel Nicolas de la Reynie.
La Reynie começou a desconfiar que existia uma rede alternativa de satanismo em Paris após prender Louis de Vanens, um notório satanista. Ele ficou meses atrás de uma pista da existência do tal grupo, mas nunca conseguiu provar nada. Todavia, um dia ele conseguiu prender uma conhecida cartomante, Catherine Deshayes, mais conhecida com La Voisin. Com ela foram encontrados não apenas artigos que cartomantes normalmente usam mas também objetos supostamente usados em rituais de magia negra, como sangue, terra de cemitério, sêmen, entre outras coisas.
Quando foi indagada por suas atividades, La Voisin revelou que além de poções de amor, ela havia feito diversos abortos para mulheres da mais alta roda parisiense, tendo sido supostamente encontrados diversos fetos e bebês enterrados em seu quintal. Entre vários de seus cúmplices denunciados, um notório foi Étienne Guibourg, que segundo ela, era um integrante da Igreja de Satã, a qual praticava todo tipo de magia e atividades relacionadas ao satanismo.
Umas das clientes de La Voisin e do próprio Guibourg era Francisca Atenas, conhecida como Madame de Montespan, uma das favoritas do rei Luis XIV, que supostamente estava desesperada para se tornar esposa deste. Os primeiros rituais para Montespan,  segundo La Voisin, não envolveram sacrifícios de crianças, mas sim de pequenos animais, e certos rituais mágicos. Sob a influência de La Voisin, Montespan fazia poções e as colocava na comida do rei, com testículos de animais e afins.
Todavia, segundo contou a cartomante, as intenções de Montespan foram mudando, e os rituais, que eram de amor, foram mudando para ódio,  e foram se tornando cada vez mais macabros, com um com a intenção de matar o rei, embora neste não tenha havido sucesso. Logo depois do grupo ser descoberto por La Reine, diversas pessoas foram presas, inclusive Montespan, tendo esta sido posteriormente inocentada e passado o resto de sua vida no interior do país.

## Mudanças
Devido ao fato de o satanismo original ser uma doutrina filosófica que pregava a liberdade individual do ser humano, dentre outras ideias, que contrariava fortemente os dogmas e princípios morais da Igreja Católica, esta, desde então, passou a perseguir os adeptos de tal doutrina e a acusá-los de heresias como adoração ao demônio e prática de orgias sexuais. O argumento utilizado pela Igreja para consolidar o seu posto teve uma eficiência quase completa. Ainda assim, alguns grupos satanistas conseguiram preservar suas práticas.
É importante destacar que existem diversas vertentes do Satanismo. As duas principais são a vertente filosófica, que se limita a cumprir a doutrina de acordo com certos valores puramente filosóficos, e a vertente religiosa, que teve o seu surgimento alguns anos depois que a Igreja acusou os satanistas originais de adoração ao diabo, dentre várias outras. Isso fez com que certos grupos posteriores pensassem que tal acusação se tratasse de uma verdade, e devido a uma certa falta de informação e instrução, tais grupos passaram desde então a pôr em prática os rituais que pensavam constituir os costumes do satanismo. Surge então o satanismo moderno, com fundamentos puramente religiosos, dos quais a Igreja os acusava de praticarem, o que não anula a sua condição de vertente e a existência da vertente filosófica.

## Símbolos
No satanismo, símbolos tem fortíssima importância e sempre foram utilizados. Os mais comuns e também, mais antigos, são o hexagrama, o pentagrama e o pentagrama invertido. O hexagrama, no contexto do satanismo, pode ser encontrado com o nome: "Estrela de Moloque", "Estrela de Remphan", "Talismã de Saturno", "Marca de Serapis", entre outras variações, que pode ser destinado à adoração de diferentes demônios ou ao mesmo demônio com diversos nomes. O hexagrama é um polígono formado por seis triangulos, com seis pontas e que forma outro polígono, de seis lados em seu interior, idealizando o número da besta "666". O hexagrama foi adotado no Primeiro Congresso Sionista pela comunidade judaica e tornou-se o símbolo da bandeira de Israel. O pentagrama, invertido ou não, esteve presente na Mesopotâmia, por volta de 3000 antes de Cristo, como símbolo astronômico e mágico, utilizado em amuletos e em rituais de invocação de entidades e assim permaneceu sendo utilizado, por milênios.